# João Carlos Teixeira
João Carlos Vilaça Teixeira (sinh 18 tháng 1 năm 1993) là cầu thủ bóng đá chuyên nghiệp chơi tại vị trí tiền vệ công cho câu lạc bộ bóng đá Famalicão ở Primeira Liga.

## Thống kê sự nghiệp
Tính đến ngày 28 tháng 10 năm 2015
| Câu lạc bộ          | Mùa giải            | Giải đấu            | Premier League | Premier League | FA Cup | FA Cup | League Cup | League Cup | Châu Âu | Châu Âu | Tổng cộng | Tổng cộng |
| Câu lạc bộ          | Mùa giải            | Giải đấu            | Trận           | Bàn            | Trận   | Bàn    | Trận       | Bàn        | Trận    | Bàn     | Trận      | Bàn       |
| ------------------- | ------------------- | ------------------- | -------------- | -------------- | ------ | ------ | ---------- | ---------- | ------- | ------- | --------- | --------- |
| Liverpool           | 2013–14             | Premier League      | 1              | 0              | 0      | 0      | 0          | 0          | —       | —       | 1         | 0         |
| Liverpool           | 2014–15             | Premier League      | 0              | 0              | 0      | 0      | 0          | 0          | —       | —       | 0         | 0         |
| Liverpool           | 2015–16             | Premier League      | 0              | 0              | 0      | 0      | 1          | 0          | —       | —       | 1         | 0         |
| Liverpool           | Tổng cộng           | Tổng cộng           | 1              | 0              | 0      | 0      | 1          | 0          | 0       | 0       | 2         | 0         |
| Brentford (mượn)    | 2013–14             | League One          | 2              | 0              | 0      | 0      | 0          | 0          | —       | —       | 2         | 0         |
| Brighton (mượn)     | 2014–15             | Championship        | 32             | 6              | 1      | 0      | 2          | 0          | —       | —       | 35        | 6         |
| Brighton (mượn)     | Tổng cộng           | Tổng cộng           | 34             | 6              | 1      | 0      | 2          | 0          | —       | —       | 37        | 6         |
| Tổng cộng sự nghiệp | Tổng cộng sự nghiệp | Tổng cộng sự nghiệp | 35             | 6              | 1      | 0      | 3          | 0          | 0       | 0       | 39        | 6         |